# 535 pluton Słowaków
535. pluton Słowaków – pluton na prawach kompanii kadrowej Armii Krajowej, działający do 1942 w ramach Rejonu 2 Obwodu Mokotów. Walczący w powstaniu warszawskim w ramach 1. kompanii batalionu „Tur” Zgrupowania „Kryska”, dowodzony przez podporucznika Mirosława Iringha „Stanko”. Opaski, które powstańcy nosili na prawym ramieniu, żołnierze plutonu Słowaków mieli w barwach biało-niebiesko-czerwonych, wraz z numerem plutonu i godłem narodowym Słowacji.

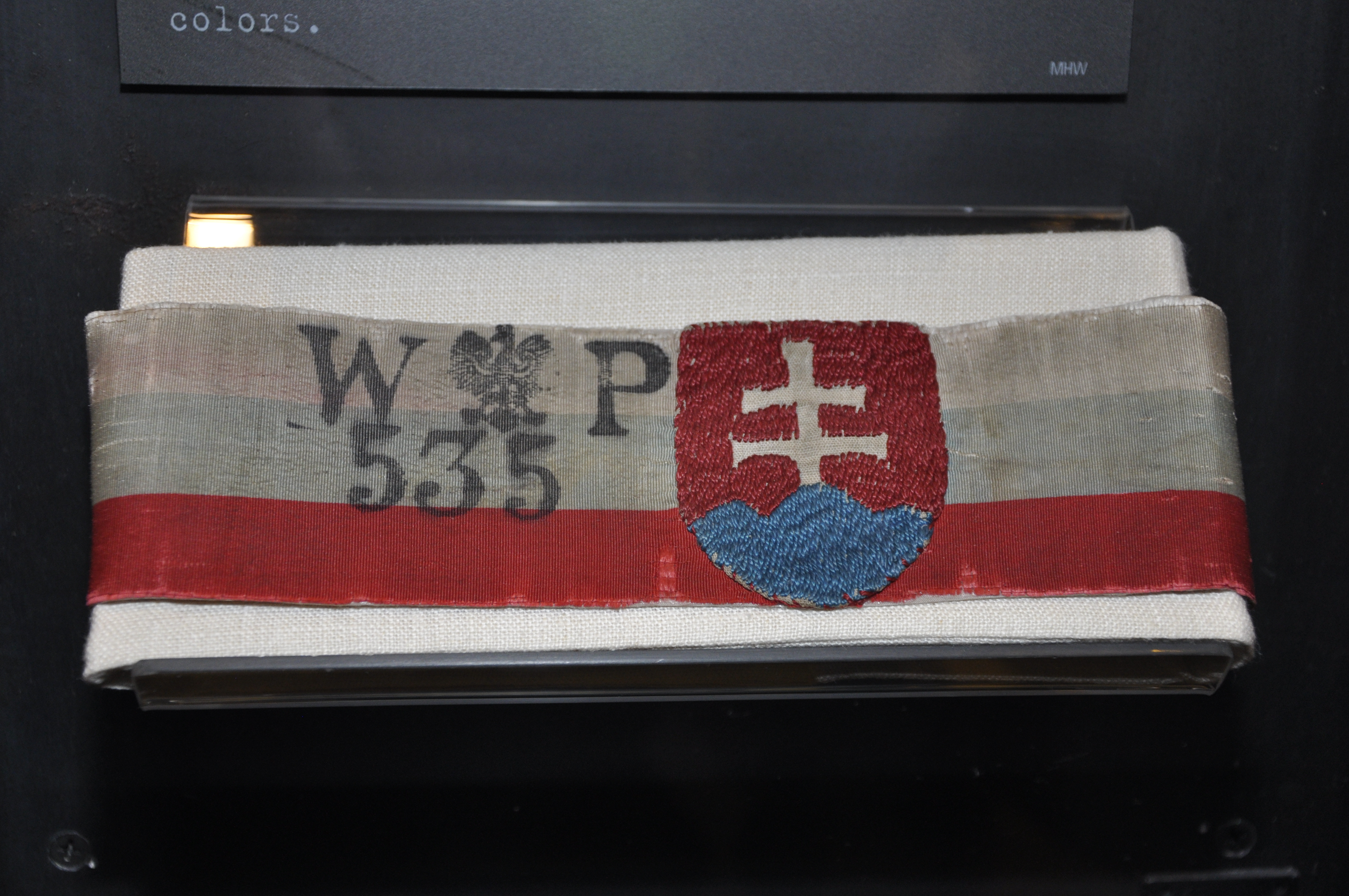
Opaska na ramię z herbem Słowacji

## Słowacki Komitet Narodowy
Na przełomie 1942 i 1943 roku został powołany konspiracyjny Słowacki Komitet Narodowy, jako rezultat podpisanego 23 stycznia 1942 układu pomiędzy rządami Polski i Czechosłowacji. W skład Komitetu weszli: Mirosław Iringh „Stanko” (przewodniczący), Adam Chałupiec „Janko” (wiceprzewodniczący), Zbigniew Jakubowski „Janosik”, „Ryś” (członek), Robert Marek „Orawiak” (członek), Jan Janik „Valican” (członek), Mieczysław Szczudłowski „Lotnik”, Mieczysław Wojciechowski „Milan” (członek). Komitet kolportował ulotki w języku słowackim i organizował współpracę z prasą podziemną.
Na bazie Komitetu powołano oddział w sile plutonu, na prawach kompanii kadrowej, pod dowództwem ppor. Mirosława Iringha. Pluton wchodził w skład 2 Rejonu Obwodu Mokotów AK w 2 kompanii szturmowej (dowódca por. Czesław Zawadzki „Legun”), II Zgrupowania (batalionu) pod dowództwem kpt. Czesława Szymanowskiego „Korwina”. W lipcu 1944 pluton organizował transport broni do miejsca postoju kompanii. W ramach akcji powstańczej do zadań kompanii należało zdobycie Belwederu i pałacyku marszałka Rydza-Śmigłego przy ulicy Klonowej. Latem 1944 pluton liczył 57 żołnierzy, w tym: 28 Słowaków, 3 Węgrów, 6 Gruzinów, 1 Ukraińca, 1 Czecha i 18 Polaków. Według innej wersji w drużynach było 66 żołnierzy, uzbrojonych w 3 pistolety maszynowe (2 Steny, 1 Błyskawicę), 5 pistoletów (3 zdobyczne pistolety Parabellum, 1 Rewolwer Nagant wz. 1895 i 1 Pistolet CZ 28), 11 karabinów, ok. 50 granatów podziemnej produkcji, kilkanaście butelek zapalających i kilka bagnetów.

## Udział w powstaniu warszawskim

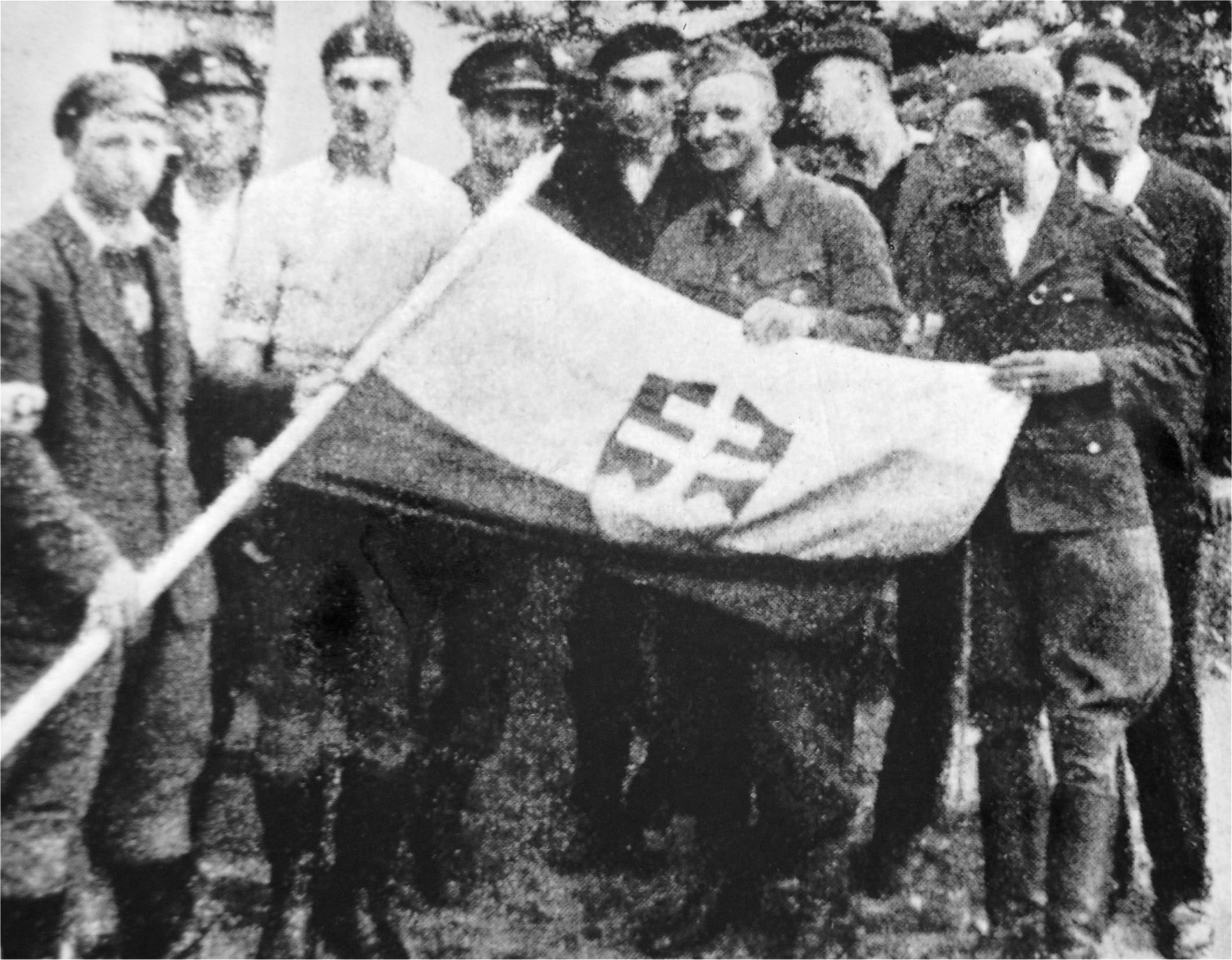
Pluton Słowaków w 1944

1 sierpnia, miejscem koncentracji plutonu była Willa Wittiga przy ulicy Parkowej 33. Na miejsce postoju dotarła tylko część żołnierzy z pchor. Zbigniewem Jakubowskim „Janosikiem”. Grupa ta liczyła 24 żołnierzy, w tym 6 Węgrów, 9 Słowaków i 9 Polaków. W ataku na Belweder oddział został rozbity.
Drużyna sierż. pchor. Chałupca, została odcięta na Pradze. Oddział próbował przedostać się na lewą stronę Wisły, jednak przy próbie przejścia przez most musiał się wycofać do punktu zbiorczego przy ul. Zamienieckiej 44 (obecnie 92).

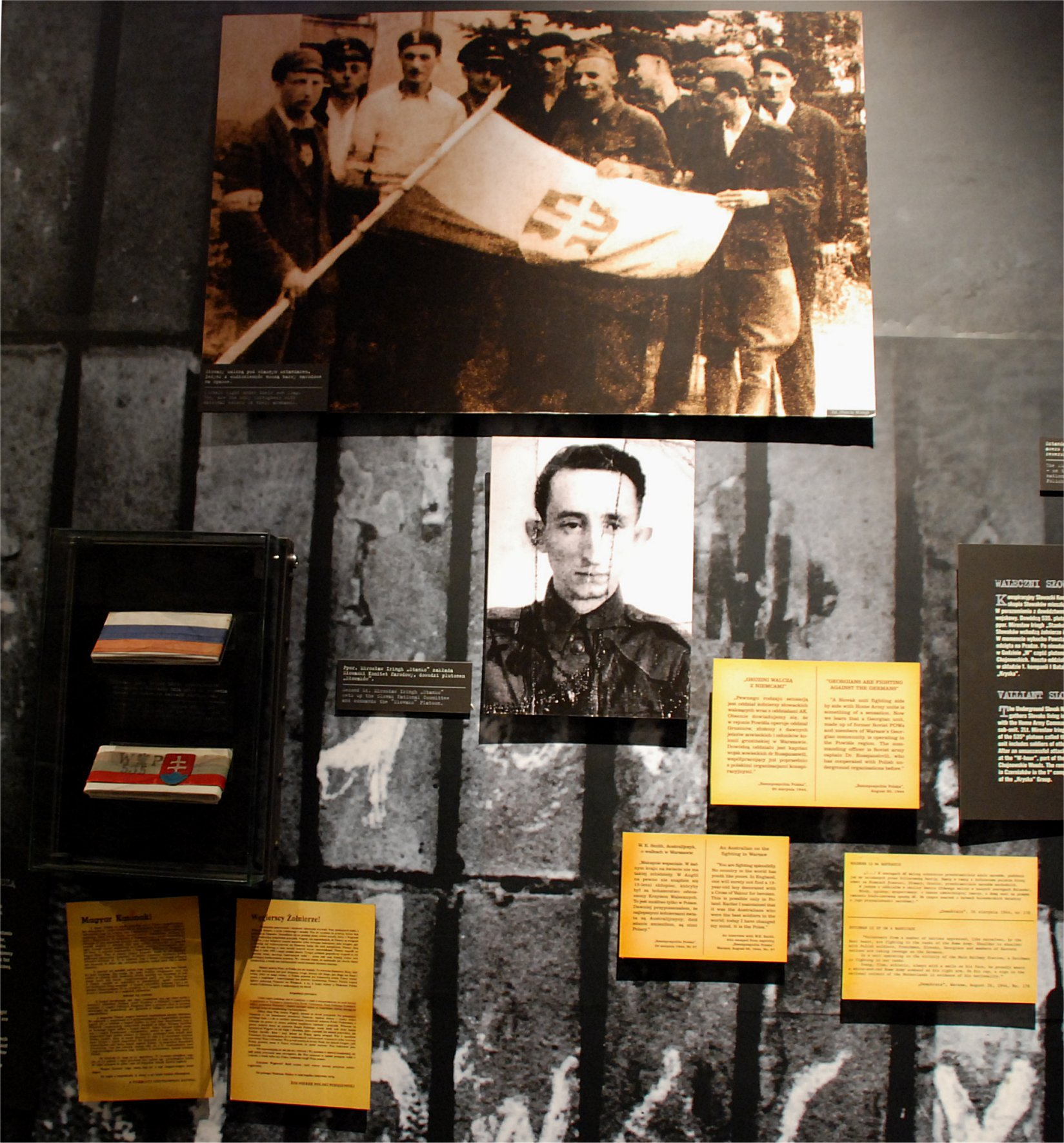
Fragment działu poświęconego plutonowi Słowaków w Muzeum Powstania Warszawskiego; na dolnej fotografii Mirosław Iringh

Udział w transporcie broni zatrzymał cześć żołnierzy wraz z dowódcą plutonu ppor. Iringhiem na ulicy Czerniakowskiej 189. Oddział ten liczył 26 żołnierzy (w tym 10 Słowaków, 1 Czech, 3 Gruzinów, 1 Ukrainiec i 10 Polaków). Oddział wykonał natarcie na koszary szwoleżerów, aby wesprzeć atak od strony Dolnego Mokotowa. Atak się nie udał, zdziesiątkowany oddział, wraz z drużyną plutonu 1140 z III Zgrupowania „Konrad”, wziął udział w obronie barykad przy ulicy Solec róg Mącznej oraz Fabrycznej róg Czerniakowskiej.
3 sierpnia do oddziału dotarli pojedynczy żołnierze ze Śródmieścia, m.in. plut. Matuszewski „Reflektor”. Od 7 sierpnia pluton wszedł w skład Zgrupowania „Kryska”, na terenie pododcinka „Jelito”. Od 10 sierpnia pluton obsadził bloki pomiędzy ulicami Fabryczną a Przemysłową, odpierając ataki niemieckie ze strony gmachu Gimnazjum im. Stefana Batorego. Po reorganizacji, oddział utworzył III pluton w 1 kompanii I batalionu „Tur”.
Od 20 sierpnia pluton walczył o ulicę Solec na wysokości ulicy Mącznej, gdzie odpowiadał za cypel czerniakowski. W nocy 14 września pluton został odcięty od oddziałów i zmuszony był wycofać się na ulicę Zagórną. Utrzymał te pozycje do 16 września, walcząc na przyczółku czerniakowskim wraz z żołnierzami 3 Pomorskiej Dywizji Piechoty.
23 września 1944 roku ostatnich dziewięciu żołnierzy przeprawiło się na Saską Kępę wraz żołnierzami 9 Pułku Piechoty. Według innej wersji przeprawiło się trzynastu rannych Słowaków i pięciu obywateli ZSRR.

## Żołnierze (m.in.)

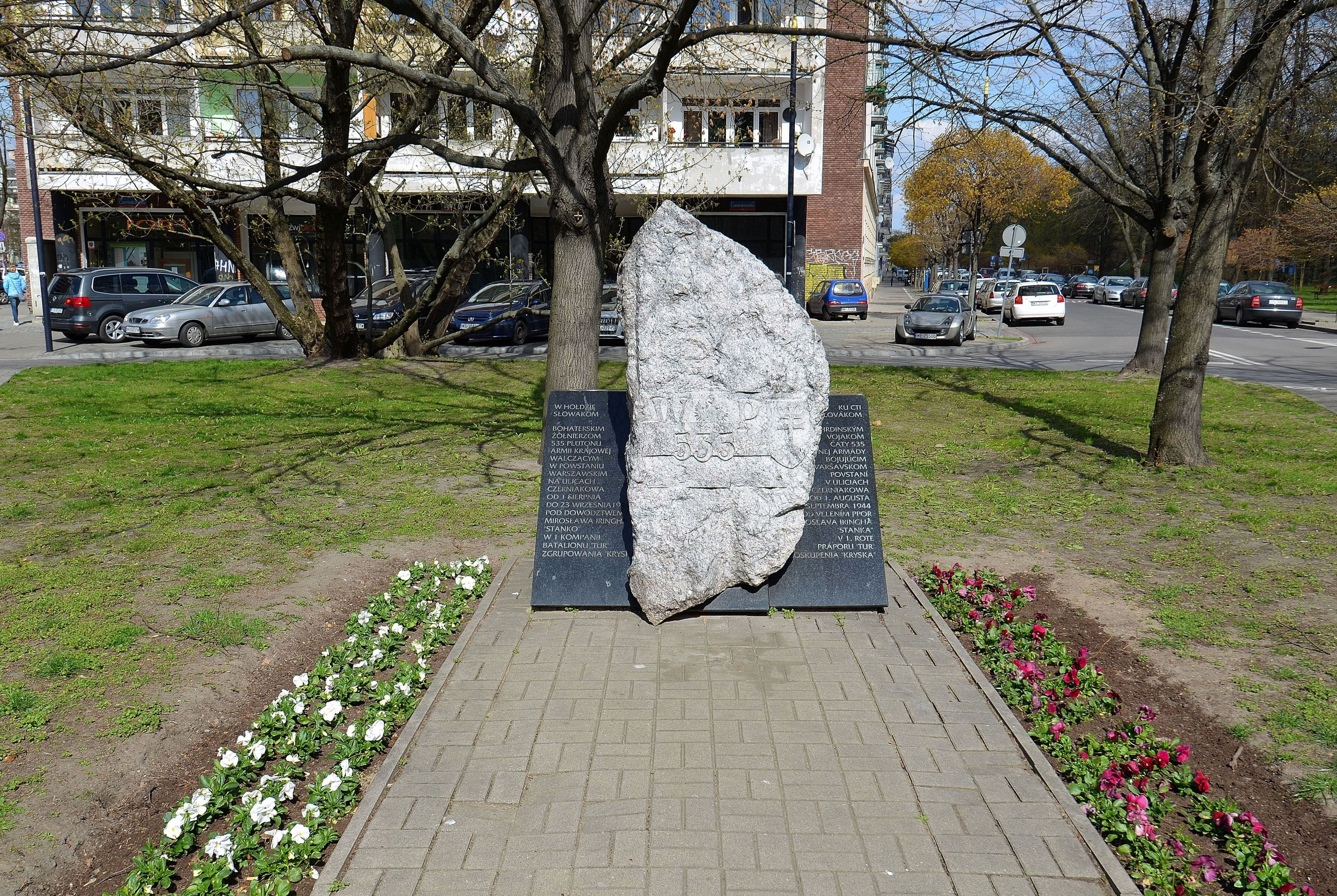
Upamiętnienie na skwerze Mirosława Iringha z inskrypcją w językach polskim i słowackim: W hołdzie Słowakom bohaterskim żołnierzom 535. plutonu Armii Krajowej walczącym w Powstaniu Warszawskim na ulicach Czerniakowa od 1 sierpnia do 23 września pod dowództwem Mirosława Iringha „Stanko” w 1. kompanii batalionu „Tur” zgrupowania „Kryska”

Ci, przy których znajduje się symbol krzyża, polegli w walkach powstania warszawskiego. Nie wszystkie pseudonimy i stopnie są znane.
dowództwo
- Dowódca plutonu – ppor. Mirosław Iringh „Stanko”;
- zastępca dowódcy ppor. Edmund Poszwa „Ciotka” (do lipca 1944), plut. pchor. Mieczysław Wojciechowski „Milan”;
- 1 drużyna – dowódca sierż. pchor. Adam Chałupiec „Janko”;
- 2 drużyna – dowódca sierż. pchor. Zbigniew Jakubowski „Janosik”
- 3 drużyna – dowódca plut. Czesław Matuszewski † „Reflektor”;

żołnierze
- strz. Jurij Alhazaszwili †;
- strz. Iwan Babilaszwili;
- strz. Georgij Bubalaszwili „Grysza” †;
- strz. W. Bajak „New” †;
- strz. J. Bargar „Sloboda” †;
- strz. Czesław Borkowski „Sokół”;
- strz. G. Ćako „Star” † ;
- sierż. Zenon Dąbrowski † „Żaba”;
- kpr. Edward Długosz † „Kaktus”;
- kpr. Rajmund Fiksiński „Szach”;
- Sasza Galustian
- kpr. Michał Gasparian
- plut. Jan Kołdoński „Vis”;
- plut. NN † „Valdek”;
- strz. Władysław Krzykowski † „Arab”;
- ppor. Tadeusz Leider † „Lech”;
- sierż. Czesław Łabęda † „Jurek”;
- ppor. Wacław Ławryniuk † „Wacek”;
- strz. Stefan Naghy † „Madziar”;
- strz. Edward Nalewajski † „Sokół”;
- strz. Nazarow Michał
- strz. A. Omyčka †
- strz. Andrzej Orszagh † „Miecz”;
- strz. Edward Sindakiewicz † „Kolejarz”;
- strz. Stano Surik † „Ruka”;
- strz. Jerzy Suszjanszwili †;
- plut. Hieronim Swaradzki „Kogut”;
- oficer armii radzieckiej Józef Tamaradze;
- strz. Mieczysław Zakrzewski † „Bomba”;
- łącz. Barbara Zamełłka „Pagoda”;
- strz. Zelimir Zawadzki † „Hermes”;

pluton sanitarny (od połowy sierpnia 1944)
- sanit. Irena Chudzińska „Wrzos”;
- sanit. Maria Sobczyńska „Tessa”;
- sanit. Halina Wojtyś „Ryta”;
- sanit. Danuta Kozłowska „Ata”;
- sanit. Danuta Pietraszek „Aga”;
- sanit. Józefa Kotowska „Kama”.

## Upamiętnienie
Pomnik na skwerze Mirosława Iringa, ustawiony na wniosek Ambasady Słowacji w Polsce i środowiska Żołnierzy AK Zgrupowania „Kryska“.